# 乔治·巴顿 (射击运动员)
乔治·巴顿（英語：George Barton，1977年9月6日—），澳大利亚男子射击运动员。他曾代表澳大利亚参加2002年和2006年英联邦运动会射击比赛，获得一枚银牌和一枚铜牌。他也曾参加2004年和2008年夏季奥林匹克运动会。